# 31877 Davideverett
31877 Davideverett este un asteroid din centura principală de asteroizi.

## Descriere
31877 Davideverett este un asteroid din centura principală de asteroizi. A fost descoperit pe 3 martie 2000 în cadrul proiectului CSS. Asteroidul prezintă o orbită caracterizată de o semiaxă mare de 2,35 ua, o excentricitate de 0,16 și o înclinație de 2,3° în raport cu ecliptica.